# Zuckia
Zuckia é um género de plantas pertencente à família Amaranthaceae. Possui apenas um espécie, Zuckia brandegei  (A.Gray) S.L.Welsh & Stutz 1984, originária do Oeste dos Estados Unidos da América.

## Descrição
É um arbusto, com ramos lenhosos na base, de madeira persistente, que alcança um tamanho de 0,5-2 dm. O caules têm 1-5 dm, com folhas de 13-80 × 15–42 mm. O fruto é um aquénio

## Taxonomia
Zuckia brandegei foi descrita por (A.Gray) S.L.Welsh & Stutz 1984 e publicada em Great Basin Naturalist 44(2): 208, no ano de 1984.

## Variedades
- Zuckia brandegeei var. arizonica (Standl.) S.L.Welsh

## Sinonímia
- Atriplex brandegeei (A. Gray) Collotzi ex W.A.Weber
- Grayia brandegeei A. Gray basónimo

## Biobliografía
1. Flora of North America Editorial Committee, e. 2003. Magnoliophyta: Caryophyllidae, part 1. 4: i–xxiv, 1–559. In Fl. N. Amer.. Oxford University Press, New York